# Międzynarodowy Instytut Języka Portugalskiego
Międzynarodowy Instytut Języka Portugalskiego (port. Instituto Internacional da Língua Portuguesa, oficjalny skrót: IILP) – instytucja Wspólnoty Państw Portugalskojęzycznych mająca wspomagać rozpowszechnianie i popularyzację języka portugalskiego na świecie. Siedzibą Instytutu jest stolica Republiki Zielonego Przylądka – Praia. W latach 2010–2012 kadencję dyrektora wykonawczego sprawuje brazylijski lingwista prof. dr Gilvan Müller de Oliveira.
Instytut jest tworem stosunkowo nowym i jego status nie został jeszcze ostatecznie uregulowany. Jego historia sięga 1989 roku, kiedy przedstawiciele krajów portugalskojęzycznych zebrali się w São Luís do Maranhão w Brazylii, by stworzyć podstawy dla wspólnoty krajów Luzofonii. Prezydent Brazylii José Sarney przedstawił wówczas pomysł powołania instytutu dla promowania języka. Zaledwie 10 lat później, podczas spotkania na Wyspach Świętego Tomasza i Książęcej, ustalono cele, sposoby ich realizacji oraz siedzibę Instytutu.
Do podstawowych celów IILP zaliczyć należy: „promocję, obronę, wzbogacanie i upowszechnianie języka portugalskiego, jako nośnika kultury, edukacji, informacji i dostępu do wiedzy naukowej i technologicznej oraz użytku służbowego na forach międzynarodowych”.
Członkami Instytutu są państwa-członkowie Wspólnoty Państw Portugalskojęzycznych, a więc Angola, Brazylia, Gwinea Bissau, Mozambik, Portugalia, Republika Zielonego Przylądka, Timor Wschodni i Wyspy Świętego Tomasza i Książęca.